# Incendios forestales en Colombia de 2024
En enero comenzó una serie de más de 340 incendios forestales en Colombia, que quemaron 900 m (3000 pies) de áreas residenciales y afectaron a 174 municipios del país. Bogotá fue afectado por el incendio en los Cerros Orientales.

## Acontecimientos
El presidente colombiano Gustavo Petro dijo el miércoles que declarará los incendios forestales que azotan el país como un desastre natural y un estado de emergencia, lo que liberará fondos para combatir los incendios.
El 26 de enero de 2024, 138 vuelos del Aeropuerto Internacional El Dorado se vieron afectados y volvieron a la normalidad al día siguiente y la policía arrestó a 26 personas por “delitos relacionados con incendios”. La ministra de Medio Ambiente de Colombia, Susana Muhamad, advirtió que el país corría un grave riesgo de sufrir incendios forestales que podrían empeorar la deforestación. Casi la mitad del presupuesto de 2 billones de pesos (508 millones de dólares) para abordar los problemas causados por El Niño, como combatir incendios, ya se ha gastado, según el informe.
En el Páramo de Berlín bajo la jurisdicción de Tona Santander se consumieron alrededor de 50 hectáreas de vegetación principalmente frailejones que puso en jaque el suministro de agua del departamento, qué duró una semana de intensos incendios que destruyó casi todo el páramo por las altas temperaturas y quema provocada por el hombre. 